# Junkers T 22
Junkers T 22 – samolot myśliwski wytwórni Junkersa, skonstruowany na bazie modelu T 21 na potrzeby Armii Czerwonej.

## Historia
Maszyna została zaprojektowana w układzie górnopłatu, charakteryzująca się niskim osadzeniem płatu skrzydła przed siedziskiem pilota. Ułatwiało to obserwację w czasie lotu ale utrudniało start i lądowanie. Pierwszy lot odbył się 30 listopada 1923 roku. Wykryto jednak dodatkowe usterki, dlatego zbudowano drugi prototyp, który oblatano 25 czerwca 1924 roku. Zgodnie z planem T 22 miał być montowany w moskiewskiej filii Junkersa. Jednak nie uzyskał akceptacji i nie wszedł do produkcji. Egzemplarze nosiły numery produkcyjne 408 i 409.